# Pristichampsus
Pristichampsus byl rod pravěkého krokodýla, který žil v Evropě a v Severní Americe. Byl dlouhý zhruba tři až pět metrů. Jsou rozeznávány tři druhy tohoto rodu, a to Pristichampsus rollinatii, Pristichampsus birjukovi a Pristichampsus kuznetzovi. Fosilie tohoto rodu byly objeveny v těchto státech: Francie, Německo, USA, Kazachstán a Itálie.

## Paleoekologie
Pristichampsus žil v období středního eocénu. Mnohem více času trávil zřejmě na souši než ve vodě. Jeho kořistí byli hlavně suchozemští obratlovci menší a střední velikosti. Některé výzkumy ukazují, že tento krokodýl byl schopen se v případě potřeby vzpřímit na dvě končetiny. Byl tak zřejmě jedním z mála studenokrevných predátorů, schopných aktivně lovit na pevné zemi.